# Panem
Panem è una nazione immaginaria in cui si svolgono le vicende della trilogia di Hunger Games ideata da Suzanne Collins. La narrazione si svolge in un futuro post-apocalittico e occupa quella che è l'attuale America del Nord, che è stata stravolta dopo diversi disastri naturali provocati dal cambiamento climatico come siccità, incendi, uragani e inondazioni. Panem è divisa in 12 distretti (precedentemente 13) comandati dalla capitale, chiamata Capitol City. Nella capitale si trova la residenza del presidente, che è a capo del regime oligarchico. Durante le vicende della trilogia, il presidente di Panem è Coriolanus Snow, meglio conosciuto come "Presidente Snow". I distretti non hanno un nome, ma vengono identificati con un numero, da 1 a 12, e ogni distretto si occupa di un determinato settore economico, ad esempio il Distretto 12 estrae il carbone dalle miniere, e il 4 si occupa della pesca. La popolazione dei distretti è molto più povera della capitale.
Non si conosce l'anno in cui Panem è stata fondata, ma pare che all'inizio, almeno secondo la propaganda di Capitol, i cittadini vivessero tutti in pace e prosperità. In seguito, però, ci furono i "Giorni Bui", ossia il periodo della rivolta dei tredici Distretti contro la capitale. Il distretto 13 venne distrutto e gli altri dodici sottomessi, e costretti a consegnare ogni anno, in ricordo della rivolta, un ragazzo e una ragazza che andassero a combattere nell'arena degli Hunger Games. I Giorni Bui avvengono 74 anni prima dell'inizio della vicenda narrata in Hunger Games.
Il suo Inno è chiamato "The Horn of Plenty". 

## Capitol City
Capitol City è la capitale di Panem nonché perfetta rappresentazione del consumismo spietato e della società di massa. È governata dal Presidente Snow, dittatore e oligarca che detiene tutto il potere e che lo gestisce col sostegno del governo. Sorge sulle Montagne Rocciose, in una posizione strategica, in modo da poter individuare rapidamente le incursioni. Gli edifici sono appariscenti quanto gli abitanti, dai colori variopinti. Tutti i quartieri sono disseminati di baccelli, trappole nascoste volte ad attaccare eventuali individui pericolosi. I baccelli avranno un ruolo importante ne Il canto della rivolta, così come la complicata rete di canali sotterranei che attraversa l'intera città. Sempre nell'ultimo libro della serie viene sottolineato quanto sia alto il prezzo della vita nella capitale, nonostante lo smisurato tenore di vita e i redditi elevati, tanto che ogni cittadino ha ingenti debiti a carico anche solo per pagare l'affitto. La moda, al contempo, è il motore di Capitol City. Le tendenze cambiano in continuazione e risultano esasperate, come la tendenza alla modifica del proprio corpo. Un esempio è il personaggio di Tigris, una ex-stilista con l'intero corpo coperto da tatuaggi a manto di tigre, baffi e coda. L'affettato ed effeminato accento della capitale rende i suoi abitanti apparentemente innocui, tuttavia la società capitolina risulta decadente e depravata, ossessionata da una sfrenata ricerca del piacere in ogni forma, tanto da sfociare nella perversione. I cittadini di Capitol City sono caratterizzati da un patetico, frivolo e bigotto sentimentalismo, in contrasto con lo stile di vita povero ma più sobrio e composto dei distretti.

### Pacificatori
I pacificatori sono le forze militari e di polizia di Panem. Provengono generalmente da Capitol City o dal Distretto 2, e si arruolano per 20 anni, durante i quali non possono sposarsi o avere figli.
I pacificatori mantengono l'ordine, controllano che le leggi di Capitol City siano rispettate e reprimono le rivolte con brutalità. In ogni distretto c'è un capo dei pacificatori che è il comandante di ogni guarnigione. Generalmente i pacificatori puniscono i trasgressori frustandoli.
Inizialmente I pacificatori del Distretto 12 erano indulgenti, ma nel secondo libro il capo, Cray, viene rimpiazzato dal più rigido Romulus Thread.

## Distretti

### Distretto 1
Il Distretto 1 produce articoli di lusso per Capitol City. I bambini che ci vivono sono fieri di rappresentare il loro distretto agli Hunger Games, e quasi sempre fanno parte del gruppo dei tributi detti "Favoriti", ossia quelli che si sono allenati per anni per vincere e che si offrono volontari alla mietitura.
In Hunger Games, entrambi i tributi del Distretto 1 (Marvel e Lux) fanno parte dei Favoriti. Lux muore per le punture degli aghi inseguitori, invece Marvel viene ucciso da Katniss dopo la morte di Rue.
Ne La ragazza di fuoco i tributi del distretto 1 sono Cashmere e Gloss, che vengono uccisi rispettivamente da Johanna Mason e Katniss.

### Distretto 2
Il Distretto 2 fabbrica armamenti e addestra i pacificatori che poi verranno mandati nei vari distretti. È molto vasto ed è costituito da una serie di villaggi situati sulle Montagne Rocciose, non distante da Capitol City. In origine, ogni villaggio era associato a una miniera, ma ora in molti villaggi abitano e si addestrano i pacificatori. Al centro del distretto si trova una montagna chiamata "L'osso" nelle cui viscere è scavata una base militare con alloggi per i soldati, depositi di armi e sale riunioni.
Essendo uno dei distretti più ricchi, insieme all'1 e al 4, i cittadini hanno buone condizioni di vita. Molti di loro danno ai figli nomi che provengono dall'Antica Roma o dell'Antica Grecia, sullo stile di ciò che si fa a Capitol City.
I tributi del Distretto 2 si offrono quasi sempre volontari, e fanno parte del gruppo dei Favoriti. Come i tributi dei distretti 1 e 4, anche i ragazzi del 2 si allenano per anni per poi partecipare agli Hunger Games. Questa pratica è illegale, ma Capitol City chiude un occhio per via del supporto che gli viene fornito in termini di pacificatori e armi.
Ai 74esimi Hunger Games, I tributi del Distretto 2 sono Cato e Clove. Clove riesce quasi a uccidere Katniss, ma viene fermata e uccisa da Thresh, dopo aver gridato che i Favoriti avevano ucciso Rue. Cato vendica la morte della compagna ed è l'ultimo tributo a morire, dopo essere stato attaccato dagli ibridi-lupo.
Ai 75esimi Hunger Games i tributi sono Brutus ed Enobaria. Brutus viene ucciso da Peeta, mentre Enobaria sopravvive fino alla fine della guerra.
Nel terzo libro, quando Katniss va al Distretto 2, viene aiutata da Lyme, vincitrice del distretto 2, che poi morirà prima della fine della guerra.

### Distretto 3
Il Distretto 3 produce componenti elettronici, televisori, automobili e anche esplosivi. La maggior parte degli abitanti lavora nelle fabbriche e si intende di ingegneria, che i tributi usano per avvantaggiarsi negli Hunger Games. Nei 74esimi Hunger Games il tributo maschio del Distretto 3 si unisce al gruppo dei Favoriti e riesce a riattivare le mine che attorniano la Cornucopia per usarle come protezione per le loro vettovaglie.
Uno dei precedenti vincitori, Beetee, vinse la sua edizione dei Giochi con una trappola elettrica che ha fulminato molti degli altri tributi. Usa le sue conoscenze anche durante l'Edizione della Memoria del secondo libro. L'altra concorrente all'Edizione della Memoria è Wiress, la quale scopre subito che l'arena è in realtà un grande orologio e insegna a Katniss come individuare i campi di forza.
Anche se il Distretto 3 sembra essere tecnologicamente avanzato, è comunque il più povero tra i distretti ricchi (dall'1 al 4) e generalmente non ottiene grandi vittorie agli Hunger Games.

### Distretto 4
Il Distretto 4 si trova sulla costa e si occupa della pesca. È un altro dei distretti ricchi in cui i ragazzi si allenano per partecipare agli Hunger Games ed entrare nel gruppo dei Favoriti. Il pane del Distretto 4 è a forma di pesce, tinto di verde con le alghe.
In Hunger Games il tributo maschio del Distretto 4 muore nel bagno di sangue alla Cornucopia. La ragazza, invece, si allea coi Favoriti e muore dopo l'attacco degli aghi inseguitori, insieme a Lux.
Ne La ragazza di fuoco, Katniss si allea con Mags e Finnick. Mags è una donna anziana che è stata mentore di Finnick e che è in grado di fabbricare un amo praticamente con qualsiasi cosa. Si offre volontaria al posto di Annie Cresta e poi si sacrifica per permettere a Finnick di salvare Peeta e a Katniss di scappare dalla nebbia velenosa.

### Distretto 5
Il Distretto 5 si occupa di elettricità. Nel film Caesar Flickerman si riferisce ai tributi del 5 dicendo "due operai della centrale elettrica".
Ai 74esimi Hunger Games la ragazza del Distretto 5 viene chiamata Faccia di Volpe, per via del viso magro e dei capelli rossi. Evita di stare nelle vicinanze degli altri tributi e per questo è una degli ultimi a morire. Non si sa niente del maschio del Distretto 5, tranne che è uno di quelli che muore durante il bagno di sangue iniziale alla Cornucopia.
Durante l'Edizione della Memoria, Finnick uccide il tributo maschio col suo tridente. Non viene detto niente invece della morte della femmina.

### Distretto 6
Il Distretto 6 si occupa dei trasporti.
Durante i 74esimi Hunger Games entrambi i tributi vengono uccisi il primo giorno. Nell'Edizione della Memoria, il maschio muore il primo giorno, e la donna, chiamata "morfaminomane", si sacrifica per salvare Peeta dall'attacco delle scimmie. Peeta e gli altri la trasportano alla spiaggia, le permette di disegnargli un fiore sulla guancia con il suo sangue mentre parla dei colori con cui dipinge finché lei muore.

### Distretto 7
Il Distretto 7 produce legname e carta. Pare che la maggior parte dei boschi del Distretto 7 sia di pini, Johanna Mason infatti dice che gli aghi di pino "sanno di casa".
Nei 74esimi Hunger Games, la femmina muore nel bagno di sangue, invece del maschio non si sa niente.
Alla mietitura per l'Edizione della Memoria, Johanna Mason è l'unica vincitrice del Distretto 7 ancora in vita. Vinse la sua edizione fingendosi ingenua e facendo credere agli altri concorrenti di non essere un pericolo per loro. Johanna fa parte del gruppo che collabora con Katniss. Anche Blight, il maschio del Distretto 7 faceva parte del gruppo, ma muore andando a sbattere addosso al campo di forza durante la pioggia di sangue.

### Distretto 8
Il Distretto 8 si occupa dell'industria tessile. Lì si trova anche una fabbrica che produce le uniformi dei pacificatori.
Il Distretto 8 è tra i primi a ribellarsi, come Katniss scopre guardando la TV a casa del sindaco Undersee. In seguito, incontra due donne fuggitive del Distretto 8, Bonnie e Twill, che le parlano della teoria secondo cui il Distretto 13 esiste ancora. Si deduce che la sicurezza del Distretto 8 è stata aumentata e la popolazione si aggrappa a qualsiasi speranza.
Nei 74esimi Hunger Games il maschio muore alla Cornucopia per mano di Marvel, mentre la femmina viene attaccata la prima notte dai Favoriti e finita da Peeta.
Nei 75esimi Hunger Games, entrambi i tributi, Woof e Cecelia, muoiono nel bagno di sangue.
Durante la guerra, la comandante Paylor guida i ribelli dell'8, e in seguito diventa presidente di Panem, dopo la morte di Alma Coin.

### Distretto 9
Il Distretto 9 produce cereali. Non si sa molto altro, né del distretto né dei tributi. Del ragazzo si dice che ha gli occhi nocciola, ma non è specificato se sia un tratto comune nel suo distretto. Entrambi i tributi muoiono nel bagno di sangue sia nei 74esimi Hunger Games, che nei 75esimi.

### Distretto 10
Il Distretto 10 si occupa dell'allevamento. I tributi del 10 all'Edizione della Memoria sono vestiti da mucche e hanno in vita una cintura fiammeggiante, mentre il ragazzo dei 74esimi Hunger Games è storpio da un piede.
Katniss inoltre nel terzo libro incontra Dalton, un ragazzo che è arrivato al Distretto 13 a piedi, che nel suo distretto si occupava di ingegneria genetica e dell'impianto di embrioni di bovini congelati.

### Distretto 11
Il Distretto 11 si occupa di agricoltura. Ci sono frutteti e campi di verdura. Durante la stagione del raccolto, ai ragazzini che lavorano più in alto sugli alberi, dove non arriva la luce delle torce, vengono forniti occhiali per la visione notturna, in modo che possano lavorare anche quando è buio.
Il Distretto 11 si trova nel sud, ed è molto grande. La popolazione abita in piccole baracche e c'è un grande spiegamento di pacificatori. Entrambi i tributi hanno la pelle scura e gli occhi marroni, il che è un tratto comune nella popolazione. I pacificatori sono molto severi, e pur coltivando molta frutta e verdura, gli abitanti non possono mangiare del raccolto, come citato da uno dei tributi dell'Edizione della Memoria: "Nel Distretto 11 si muore di fame e nel 12 di freddo". 
Thresh e Rue sono i due tributi del Distretto 11 ai 74esimi Hunger Games. Rue si allea con Katniss ma viene poi uccisa da Marvel. Thresh invece salva Katniss dall'attacco di Clove. Le circostanze della sua morte non sono chiare, ma viene ucciso da Cato (nel film, invece, viene lasciato intendere che rimanga vittima degli ibridi-lupo).
All'Edizione della Memoria i tributi sono Chaff e Seeder. Chaff è un vecchio amico di Haymitch che ha perso una mano durante la sua edizione dei giochi e ha rifiutato la protesi offerta da Capitol City. Seeder fa da portavoce e dice a Katniss che le famiglie di Rue e Thresh sono entrambe in salvo. Seeder muore nel bagno di sangue e Chaff viene ucciso da Brutus mentre protegge Peeta.
È la fonte di cibo principale per Capitol City ed è uno dei distretti più importanti, il numero di pacificatori è infatti molto più alto. 

### Distretto 12
Il Distretto 12 è il luogo in cui si ambientano i primi anni dei protagonisti di Hunger Games. Esso è diviso secondo la ricchezza della popolazione: la piccola cittadina è abbastanza agiata, e comprende prevalentemente commercianti al servizio di Pacificatori. La maggior parte della popolazione viene però dal Giacimento, una sorta di favela, abitato prevalentemente da minatori. La principale occupazione del Distretto, infatti, è la produzione di carbone di cui la zona, i Monti Appalachi, è molto ricca. Vi è un mercato "regolare" e un mercato nero, il Forno, dove Katniss è solita vendere la selvaggina. L'intero distretto è circondato da una recinzione elettrificata a intermittenza. È inoltre presente, come in ogni altro distretto, un Villaggio dei Vincitori, costituito da ville lussuose in cui risiedono i vincitori degli Hunger Games. In questo distretto, però, la maggior parte di esse sono disabitate: gli unici a viverci sono infatti Haymitch, Peeta e Katniss. All'inizio, il controllo dei Pacificatori è blando e incostante: molti di essi commerciano regolarmente al Forno e acquistano la selvaggina cacciata di frodo. Tuttavia, nel secondo libro il capo dei Pacificatori diventa Romulus Thread, che instaura un nuovo comando basato sul terrore e la tortura (già usato in passato quando Haymitch e la madre di Katniss erano più giovani). Il Distretto 12 viene completamente distrutto dalle bombe incendiarie che Capitol City manda sul posto appena quindici minuti dopo il salvataggio di Katniss dalla seconda Arena, ad eccezione del villaggio dei vincitori, che rimane completamente intatto, nel frattempo Gale riuscirà a radunare 915 persone al di fuori della recinzione, queste saranno poi scortate nel distretto 13.

#### Casa Everdeen
È una più che modesta abitazione nel Distretto 12. Sorge nel Giacimento, il luogo più povero del Distretto; è costituita da poche stanze, fra cui una sola camera da letto con due materassi, un bagno sprovvisto di acqua calda e una sala con caminetto, unica fonte di calore della casa. Il prato circostante funge da orto per la famiglia e la capra di Prim. Qui Katniss vive con sua mamma, sua sorella e il suo gatto Ranuncolo (da sempre odiato da Katniss) fino ai suoi primi Hunger Games.

#### Casa Mellark
La casa della famiglia Mellark si trova nel centro della città, sopra la panetteria nella piazza principale gestita dalla famiglia stessa. Sul retro della casa vi è un giardino con un piccolo recinto per maiali e un melo.

#### Villaggio dei Vincitori
In ogni Distretto è presente un Villaggio dei Vincitori, un quartiere privato riservato ai Vincitori degli Hunger Games. Tutte le ville presentano la stessa pianta su due piani, oltre a comodità come un'ampia cucina, una cantina e il collegamento alla linea telefonica. Haymitch è l'unico abitante del Villaggio del Distretto 12, fino alla vittoria di Katniss e Peeta durante i 74esimi Hunger Games.

### Distretto 13
Il Distretto 13 è uno dei più piccoli dell'originaria Panem; è il primo ad iniziare la rivolta che porterà ai Giorni Bui, e ne diverrà il simbolo quando viene dichiarato distrutto da Capitol City. La sua principale attività comprendeva la produzione di energia e armi nucleari. Già in La ragazza di fuoco vengono sollevati dubbi sulla sua effettiva distruzione; i servizi registrati da Capitol e mandati in onda regolarmente, sebbene presentati come nuovi o addirittura in diretta, presentano tutti lo stesso particolare: una ghiandaia imitatrice che si alza in volo sopra le ceneri del Palazzo di Giustizia. In Il canto della rivolta si scopre che, in realtà, il Distretto 13 aveva contrattato con Capitol City la propria resa, promettendo di non utilizzare le proprie armi nucleari sulla Capitale in cambio di un distacco da Panem. Capitol distrusse così solo la superficie del Distretto, lasciando intatti i bunker che esistevano nel sottosuolo, presumibilmente costruiti nel passato dagli Stati Uniti d'America per far fronte ad un'eventuale guerra nucleare. La popolazione del Distretto si trasferì interamente nei bunker, dove ebbe modo di organizzarsi tramite rigide regole di condivisione e austerità. A ogni nucleo familiare è assegnato un alloggio; ogni momento della giornata è scandito da un'inflessibile scaletta, tatuata ogni mattina sull'avambraccio di ciascun individuo. I pasti sono personalizzati a seconda di età, peso e mansioni di ogni persona, in modo che ciascuno riceva solo l'energia necessaria ad arrivare al pasto successivo. I bambini ed i ragazzi vengono educati in una scuola e successivamente avviati ad una professione scelta dalle autorità del Distretto; compiuti i 15 anni d'età, ogni ragazzo comincia il proprio addestramento militare e viene chiamato Soldato. Sono presenti tecnologie avanzate quasi al pari di quelle di Capitol City, applicate sia alla difesa sia all'attacco militare. Il Distretto è circondato da un'alta recinzione elettrificata che lo separa dalle foreste di conifere. La popolazione originaria del distretto è stata decimata da numerose malattie ed epidemie, l'ultima delle quali, la varicella, ha reso sterile quasi il totale degli adulti e deboli i bambini. Per questo motivo, i profughi degli altri distretti vengono accolti calorosamente e ricevono nell'immediato la cittadinanza del Distretto 13. Sebbene si sia distaccato da Panem, il Distretto ha sempre sperato di poter rovesciare il governo della nazione. Con questo obiettivo, le autorità hanno infiltrato i propri uomini in ogni distretto ed in Capitol stessa, riuscendo ad organizzare il salvataggio di Katniss e di altri Tributi dall'Edizione della Memoria e, in seguito, la rivolta che porterà alla distruzione di Capitol City. Tuttavia, il vero intento delle personalità di spicco del Distretto (prima fra tutte la presidente Coin) non è mai stato quello di liberare la popolazione di Panem dall'oppressione, quanto di raggiungere un proprio potere personale. Ricordiamo del distretto 13 oltre ad Alma Coin, Boggs, Homes, Jackson, Leeg 1, Leeg 2 e Mitchell.

## Allusioni all'antica Roma e agli Stati Uniti d'America attuali
La bandiera di Panem ricorda, in particolar modo, lo stemma del Presidente degli U.S.A. Come l'aquila che tiene nelle sue zampe le frecce e il ramoscello e ancor di più l'aquila imperiale di Roma, anch'essa dorata ed immersa in uno sfondo rosso sangue.
Il nome "panem" (qui in ingiustificato caso accusativo) deriva da una locuzione latina, Panem et circenses. Ci sono poi molte altre somiglianze con l'Impero Romano; nell'antica civiltà romana, per esempio, i villaggi dovevano inviare una parte delle loro produzioni nella capitale Roma, proprio come accade a Panem, inoltre nel libro viene detto che a Capitol City è molto comune dare nomi romani antichi ai bambini. 
I Distretti sono 13 come i primi 13 stati degli Stati Uniti d'America e il territorio di Capitol City è quello dell'attuale città di Denver.